# 東條大樹
東條 大樹（とうじょう たいき、1991年8月15日 - ）は、神奈川県藤沢市出身のプロ野球選手（投手）。右投右打。

## 経歴

### プロ入り前
藤沢市立高浜中学校では湘南クラブに所属していた。
桐光学園高校進学後、1年からベンチ入りを果たし、第89回全国高等学校野球選手権大会に出場。登板はなかった。2年の秋からエースとなり、神奈川県大会準々決勝で慶應義塾高校の白村明弘と投げ合ったが、コールド負け。3年の夏も神奈川県大会準決勝で横浜隼人高校に敗れ、甲子園には届かなかった。2学年先輩に伊東亮大がいる。
青山学院大学進学後、1年春から当時2部リーグ戦に登板するが、肘を痛め、2年、3年時は登板がなかった。4年春から復帰し、4年秋には東都大学リーグ1部で防御率トップとなる0.30の成績を残した。野球部の同期には杉本裕太郎、渡邉雄大、1学年後輩には加藤匠馬、2学年後輩には吉田正尚がいる。1部リーグ通算17試合5勝2敗、防御率1.62。

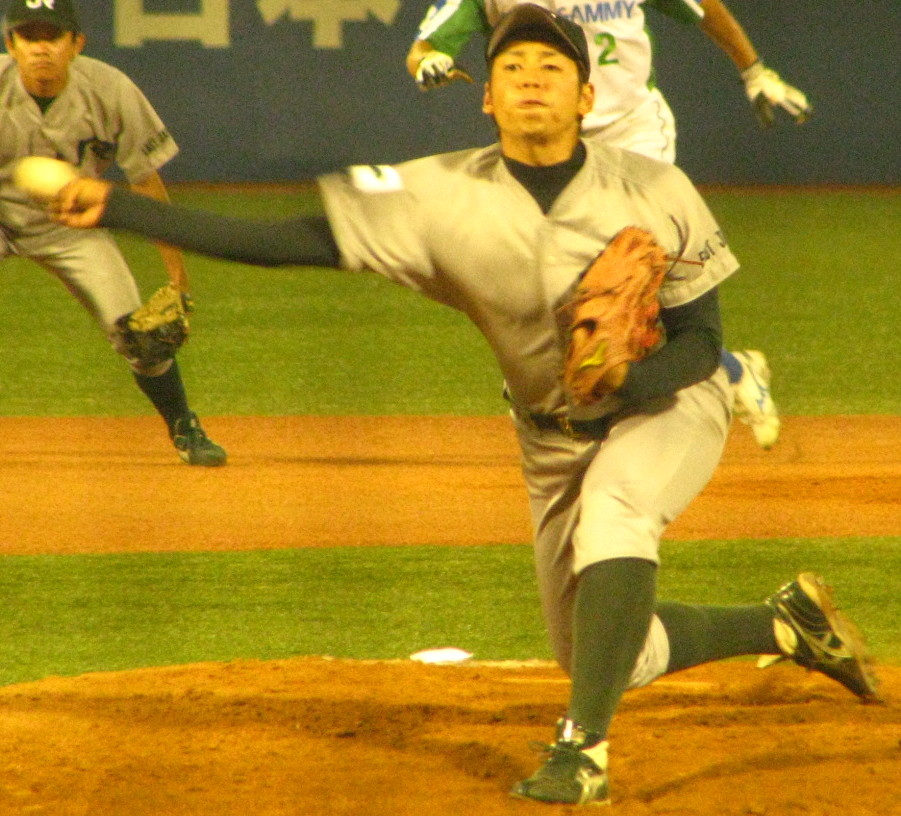
2014年6月3日

JR東日本入社後、1年目から主力として活躍。第85回都市対抗野球大会ではリリーフとして3イニングを無失点で抑え、第40回社会人野球日本選手権大会でもリリーフで登板した。2年目の第86回都市対抗野球大会では、三菱重工神戸・高砂戦で3イニングを完璧に抑えるが、4イニング目の延長11回に乱れ、敗戦投手となった。同社勤務時には東京支社営業部企画課に所属した。
2015年10月22日に行われたプロ野球ドラフト会議では、千葉ロッテマリーンズに4位指名を受け、契約金5000万円、年俸1200万円で契約合意し、入団した。背番号は20。同じくJR東日本のチームメイトの関谷亮太もドラフト2位でロッテに指名された。

### ロッテ時代
2016年は4月20日に初めて一軍登録をされ、5月1日の北海道日本ハムファイターズ戦でプロ初登板となったが、2回3安打4四死球3失点を喫し、同6日に登録抹消。6月26日に一軍再登録となり、7月10日の日本ハム戦ではプロ初ホールドを挙げたものの8月4日に登録を抹消された。同27日にこの年3度目の一軍昇格を果たしたが、9月1日に登録を抹消されるとそのまま二軍でシーズンを終えた。ルーキーイヤーは11試合の一軍登板で0勝0敗1ホールド・防御率10.03を記録し、オフに50万円増となる推定年俸1250万円で契約を更改した。
2017年は初めて開幕一軍入りを果たしたが、抹消と再登録を2度繰り返し、8月1日に3度目の登録抹消となって以降は一軍へ昇格できずにシーズンを終えた。この年は12試合の登板で0勝0敗1ホールド・防御率6.88という成績であった。
2018年はシーズン初の一軍昇格が9月9日と出遅れたものの、この年は12試合の登板で0勝0敗2ホールド・防御率1.54を記録し、オフに現状維持の推定年俸1200万円で契約を更改した。
2019年は開幕を一軍で迎えた。シーズン序盤はビハインドでの登板が中心であり、4月7日の福岡ソフトバンクホークス戦ではプロ野球タイ記録となる1イニング4被弾を喫したが、以降はプロ初勝利を挙げた5月25日のソフトバンク戦を含め12試合連続無失点を記録。徐々に信頼を勝ち取り、後半戦からは右のワンポイントとして接戦での登板機会も増加し、8月は15試合の登板で右打者に対して被打率.107（28打数3安打）と役割を果たした。しかし、9月は8試合の登板で8失点・月間防御率11.57と終盤は疲労からフォームを崩した。この年はシーズンを通して一軍に帯同し、チーム2位の58試合に登板。1勝0敗16ホールド・防御率3.78という成績を残し、オフに1800万円増となる推定年俸3000万円で契約を更改した。
2020年は新型コロナウイルスの影響で120試合制の短縮シーズンとなり、開幕も6月に延期されたが、2年連続で開幕一軍入りを果たした。夏場に2週間ほど二軍再調整期間があったものの、この年は39試合に登板し、1勝1敗5ホールド・防御率2.54を記録。オフに300万円減となる推定年俸2700万円で契約を更改した。
2021年はオープン戦からなかなか状態が上がらず、開幕一軍入りを逃した。4月10日に出場選手登録をされたが、同23日に登録抹消となり、その後は再び一軍に昇格することなくシーズンを終えた。この年は5試合の登板で0勝0敗1ホールド・防御率5.40という成績にとどまり、オフに500万円減となる推定年俸2200万円で契約を更改した。
2022年は2年ぶりに開幕一軍入り。これまで苦手としていた左打者の被打率を改善すると、開幕からリリーフ陣が不安定なチーム事情もあり、7回のセットアッパーに定着。7月12日終了時点で39試合に登板し、2勝2敗22ホールド・防御率1.67を記録すると、監督推薦によりオールスターに選出されたが、同25日に新型コロナウイルス陽性判定を受けて登録抹消となり、球宴も出場辞退となった。8月24日に一軍へ復帰し、9月12日の日本ハム戦では3点リードの7回表無死満塁という場面から登板し、無失点で切り抜ける好救援を披露。シーズン最終盤は打ち込まれる場面が目立ち、シーズン終了後の10月4日に右足首関節の手術を受けたものの、この年は自己最多の59試合に登板。4勝4敗・防御率2.08、リーグ3位タイの30ホールドと好成績を収めた。オフに3300万円増となる推定年俸5500万円で契約を更改した。
2023年は4月にイースタン・リーグで6試合連続失点を喫するなど、春先は状態が上がらなかったが、7月は6試合に登板して無失点に抑えると、8月2日に出場選手登録。同4日の東北楽天ゴールデンイーグルス戦でプロ初セーブを挙げたものの、その後は3試合連続失点を喫するなど、11試合の登板で0勝0敗2ホールド1セーブ・防御率7.45と振るわず、9月10日に出場選手登録を抹消された。オリックス・バファローズとのCSファイナルステージ期間中の10月19日に再登録されると、同日の第2戦に登板し、1回1安打2奪三振無失点に抑えて勝利投手となるなど、同シリーズでは2試合に登板した。
2024年は開幕からなかなか状態が上がらず、二軍でも27試合に登板したのみで、防御率も4.40と振るわず、自身初めて一軍登板がゼロに終わった。同年、戦力外通告を受けた。

## 選手としての特徴・人物
腕が遅れて出てくる変則サイドスローで打者を翻弄する右腕。直球の最速は150km/h。威力抜群の大きく曲がるスライダーは魔球と称され、このスライダーと直球のコンビネーションが投球の軸となっている。その他にツーシーム、カットボール、チェンジアップ、カーブも投げる。
中学3年時に投球フォームを館山昌平を参考にサイドスローに変更した。
愛称は「ジョウ」。

## 詳細情報

### 年度別投手成績
| 年 度     | 球 団     | 登 板 | 先 発 | 完 投 | 完 封 | 無 四 球 | 勝 利 | 敗 戦 | セ 丨 ブ | ホ 丨 ル ド | 勝 率 | 打 者 | 投 球 回 | 被 安 打 | 被 本 塁 打 | 与 四 球 | 敬 遠 | 与 死 球 | 奪 三 振 | 暴 投 | ボ 丨 ク | 失 点 | 自 責 点 | 防 御 率 | W H I P |
| --------- | --------- | ----- | ----- | ----- | ----- | -------- | ----- | ----- | -------- | ----------- | ----- | ----- | -------- | -------- | ----------- | -------- | ----- | -------- | -------- | ----- | -------- | ----- | -------- | -------- | ------- |
| 2016      | ロッテ    | 11    | 0     | 0     | 0     | 0        | 0     | 0     | 0        | 1           | ----  | 62    | 11.2     | 14       | 1           | 14       | 0     | 2        | 6        | 0     | 0        | 13    | 13       | 10.03    | 2.40    |
| 2017      | ロッテ    | 12    | 0     | 0     | 0     | 0        | 0     | 0     | 0        | 1           | ----  | 78    | 17.0     | 18       | 1           | 11       | 0     | 2        | 17       | 1     | 0        | 13    | 13       | 6.88     | 1.71    |
| 2018      | ロッテ    | 11    | 0     | 0     | 0     | 0        | 0     | 0     | 0        | 2           | ----  | 42    | 11.2     | 6        | 2           | 4        | 0     | 0        | 10       | 0     | 0        | 2     | 2        | 1.54     | 0.86    |
| 2019      | ロッテ    | 58    | 0     | 0     | 0     | 0        | 1     | 0     | 0        | 16          | 1.000 | 232   | 52.1     | 52       | 7           | 21       | 1     | 7        | 53       | 1     | 0        | 26    | 22       | 3.78     | 1.39    |
| 2020      | ロッテ    | 39    | 0     | 0     | 0     | 0        | 1     | 1     | 0        | 5           | .500  | 121   | 28.1     | 25       | 3           | 12       | 0     | 4        | 26       | 0     | 0        | 10    | 8        | 2.54     | 1.31    |
| 2021      | ロッテ    | 5     | 0     | 0     | 0     | 0        | 0     | 0     | 0        | 1           | ----  | 20    | 3.1      | 7        | 0           | 5        | 0     | 0        | 0        | 0     | 0        | 2     | 2        | 5.40     | 3.60    |
| 2022      | ロッテ    | 59    | 0     | 0     | 0     | 0        | 4     | 4     | 0        | 30          | .500  | 227   | 56.1     | 51       | 3           | 10       | 2     | 4        | 63       | 1     | 0        | 14    | 13       | 2.08     | 1.08    |
| 2023      | ロッテ    | 11    | 0     | 0     | 0     | 0        | 0     | 0     | 1        | 2           | ----  | 45    | 9.2      | 12       | 1           | 5        | 0     | 0        | 10       | 1     | 0        | 9     | 8        | 7.45     | 1.76    |
| 通算：8年 | 通算：8年 | 206   | 0     | 0     | 0     | 0        | 6     | 5     | 1        | 58          | .545  | 827   | 190.1    | 185      | 18          | 82       | 3     | 19       | 185      | 4     | 0        | 89    | 81       | 3.83     | 1.40    |

- 2024年度シーズン終了時

### 年度別守備成績
| 年 度 | 球 団  | 投手  | 投手  | 投手  | 投手  | 投手  | 投手     |
| 年 度 | 球 団  | 試 合 | 刺 殺 | 補 殺 | 失 策 | 併 殺 | 守 備 率 |
| ----- | ------ | ----- | ----- | ----- | ----- | ----- | -------- |
| 2016  | ロッテ | 11    | 0     | 0     | 0     | 0     | ----     |
| 2017  | ロッテ | 12    | 1     | 2     | 0     | 0     | 1.000    |
| 2018  | ロッテ | 11    | 1     | 1     | 0     | 0     | 1.000    |
| 2019  | ロッテ | 58    | 4     | 5     | 3     | 1     | .750     |
| 2020  | ロッテ | 39    | 0     | 1     | 0     | 0     | 1.000    |
| 2021  | ロッテ | 5     | 0     | 1     | 0     | 0     | 1.000    |
| 2022  | ロッテ | 59    | 1     | 6     | 0     | 0     | 1.000    |
| 2023  | ロッテ | 11    | 0     | 1     | 1     | 1     | .500     |
| 通算  | 通算   | 206   | 7     | 17    | 4     | 2     | .857     |

- 2024年度シーズン終了時

### 記録
初記録
- 初登板：2016年5月1日、対北海道日本ハムファイターズ9回戦（QVCマリンフィールド）、7回表に4番手で救援登板、2回3失点
- 初奪三振：2016年6月26日、対埼玉西武ライオンズ11回戦（西武プリンスドーム）、9回裏に上本達之から見逃し三振
- 初ホールド：2016年7月10日、対北海道日本ハムファイターズ14回戦（札幌ドーム）、10回裏に6番手で救援登板、2/3回を無失点
- 初勝利：2019年5月25日、対福岡ソフトバンクホークス11回戦（ZOZOマリンスタジアム）、7回表に3番手で救援登板、1回無失点
- 初セーブ：2023年8月4日、対東北楽天ゴールデンイーグルス14回戦（楽天モバイルパーク宮城）、9回裏に5番手で救援登板・完了、1回無失点[67]

その他の記録
- 1イニング4被本塁打：2019年4月7日、対福岡ソフトバンクホークス3回戦（福岡 ヤフオク!ドーム）※史上最多タイ[68]
- オールスターゲーム出場：0回 ※2022年に選出されたが、新型コロナウイルス感染のため出場辞退[69]

### 背番号
- 20（2016年 - 2024年）

### 登場曲
- 『高嶺の花子さん』back number（2016年）
- 『Street Dreams』Zeebra（2017年）
- 『千%』KICK THE CAN CREW（2018年 - ）